# Euonymus velutinus
Euonymus velutinus là một loài thực vật có hoa trong họ Dây gối. Loài này được (E.Mey.) Fisch. & C.A.Mey. mô tả khoa học đầu tiên năm 1838.